# Geschützter Landschaftsbestandteil Feuchtgebiet Kattenohl

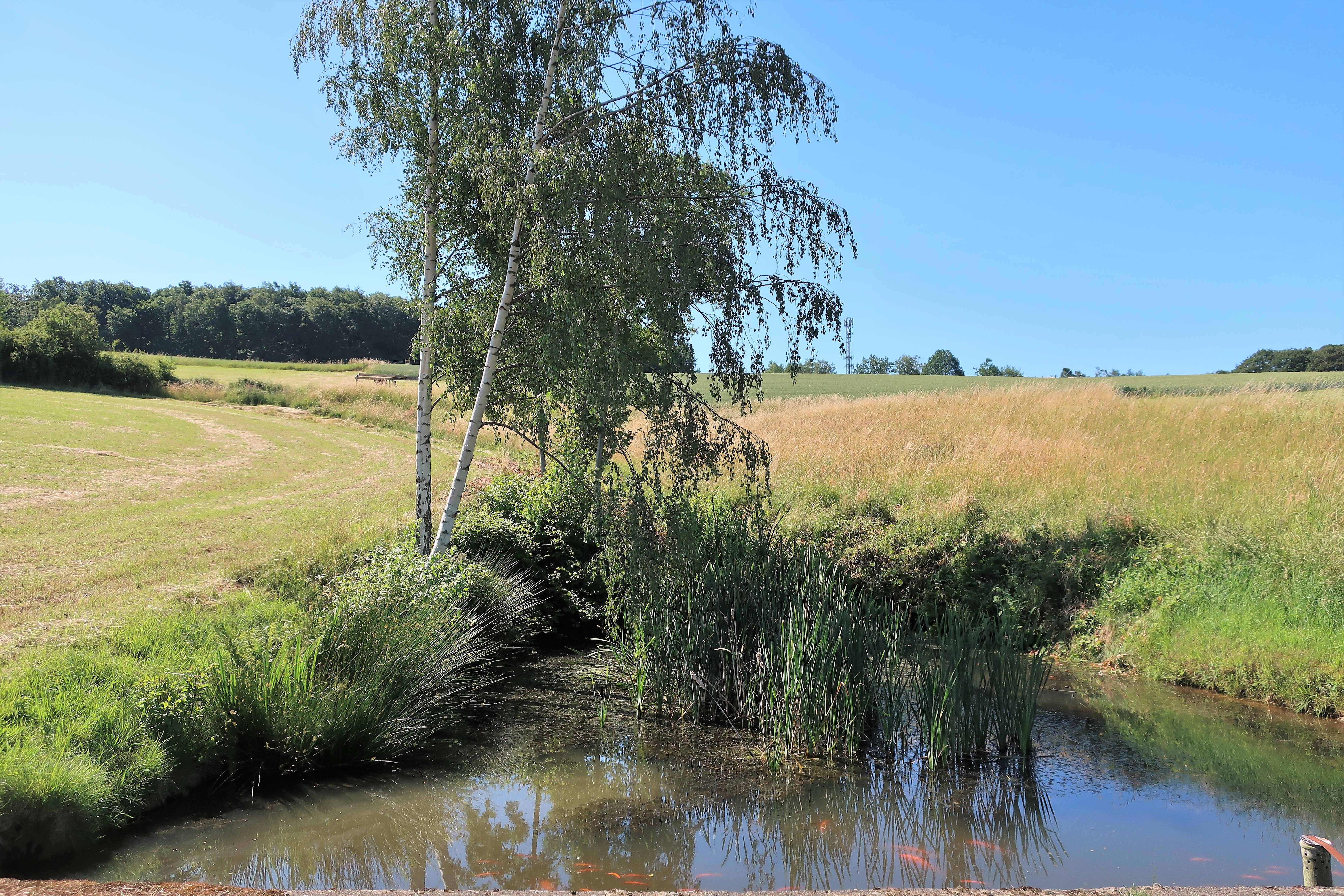
Geschützter Landschaftsbestandteil Feuchtgebiet Kattenohl

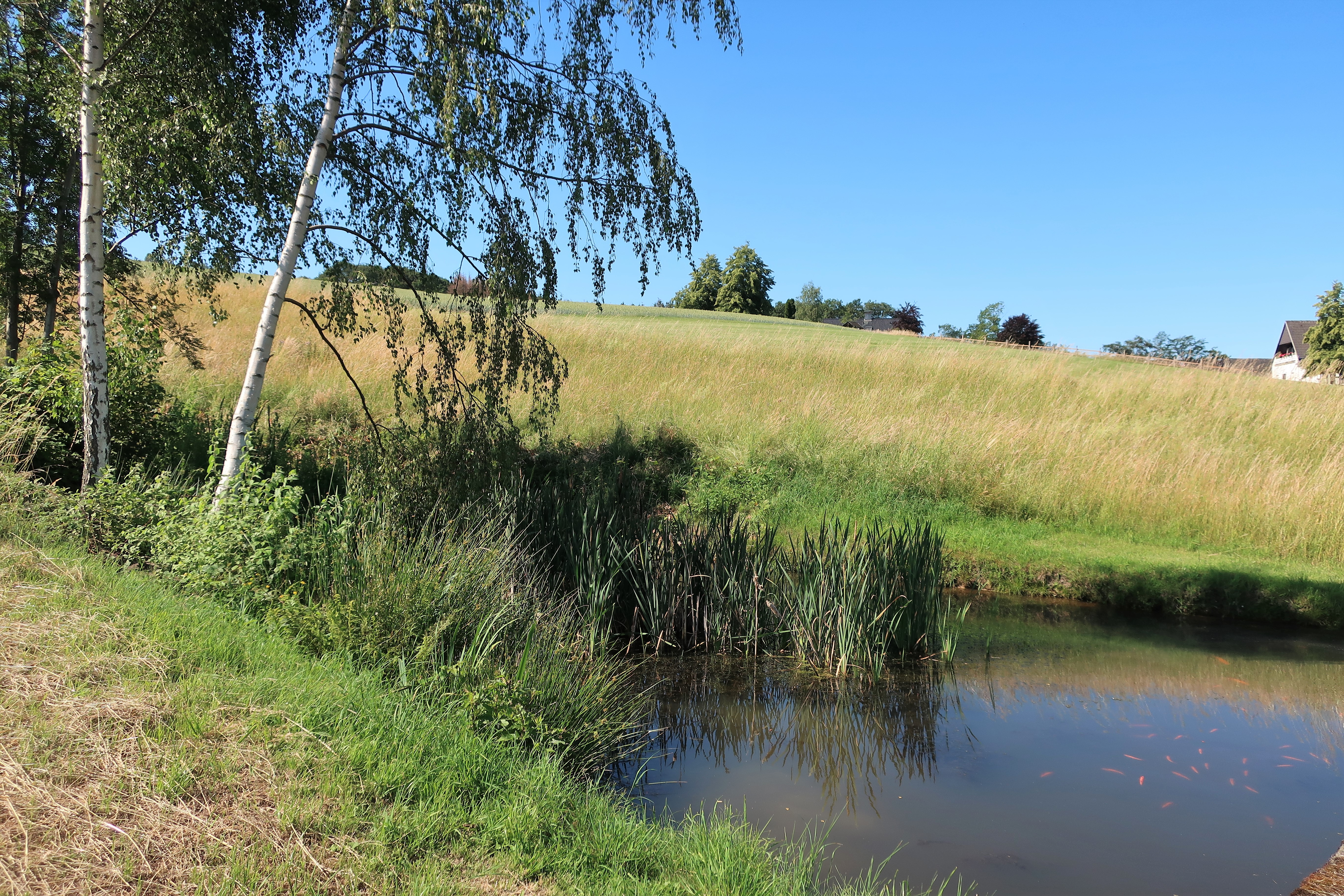
Teich im Feuchtgebiet Kattenohl

Der Geschützte Landschaftsbestandteil Feuchtgebiet Kattenohl mit einer Flächengröße von 0,3 ha liegt auf dem Gebiet der kreisfreien Stadt Hagen in Nordrhein-Westfalen. Der LB wurde 1994 mit dem Landschaftsplan der Stadt Hagen vom Stadtrat von Hagen ausgewiesen.

## Beschreibung
Beschreibung im Landschaftsplan: „Es handelt sich um eine Wiese mit Teich und gehölzbestandenen Böschungen im Osten von Kattenohl.“

## Schutzzweck
Laut Landschaftsplan erfolgte die Ausweisung „zur Sicherung der Leistungsfähigkeit des Naturhaushalts durch Erhalt eines Lebensraumes für die Lebensgemeinschaften der Kleingewässer und eines Nist-, Brut-, Nahrungs- und Rückzugsbiotops für Vögel und Kleinsäuger in landwirtschaftlich genutzten Bereichen, zur Gliederung und Belebung des Landschaftsbildes durch Erhalt der landschaftlichen Vielfalt und prägender Gehölzstrukturen und zur Abwehr schädlicher Einwirkungen auf das Kleingewässer, insbesondere in Form von Verfremdung der Flora und Fauna und durch Nährstoffeintrag.“